# Rosenlund
För andra betydelser, se Rosenlund (olika betydelser).
Rosenlund är en tätort i Tranemo kommun.

## Befolkningsutveckling
| Befolkningsutvecklingen i Rosenlund 1960–2025 | Befolkningsutvecklingen i Rosenlund 1960–2025 | Befolkningsutvecklingen i Rosenlund 1960–2025 | Befolkningsutvecklingen i Rosenlund 1960–2025 | Befolkningsutvecklingen i Rosenlund 1960–2025 |
| --------------------------------------------- | --------------------------------------------- | --------------------------------------------- | --------------------------------------------- | --------------------------------------------- |
|                                               |                                               |                                               |                                               |                                               |
| År                                            |                                               |                                               | Folkmängd                                     | Areal (ha)                                    |
| 1960                                          | 1960                                          |                                               | 220                                           |                                               |
| 1965                                          | 1965                                          |                                               | 206                                           |                                               |
| 1980                                          | 1980                                          |                                               | 209                                           |                                               |
| 1990                                          | 1990                                          |                                               | 317                                           | 34                                            |
| 1995                                          | 1995                                          |                                               | 357                                           | 34                                            |
| 2000                                          | 2000                                          |                                               | 344                                           | 34                                            |
| 2005                                          | 2005                                          |                                               | 340                                           | 34                                            |
| 2010                                          | 2010                                          |                                               | 316                                           | 34                                            |
| 2015                                          | 2015                                          |                                               | 329                                           | 38                                            |
| 2020                                          | 2020                                          |                                               | 300                                           | 61                                            |
| 2025                                          | 2025                                          |                                               | 44                                            | 70                                            |
|                                               |                                               |                                               |                                               |                                               |